# Emelinus huachucanus
Emelinus huachucanus es una especie de coleóptero de la familia Aderidae.

## Distribución geográfica
Habita en Arizona (Estados Unidos).